# Кострица, Леонид Герасимович

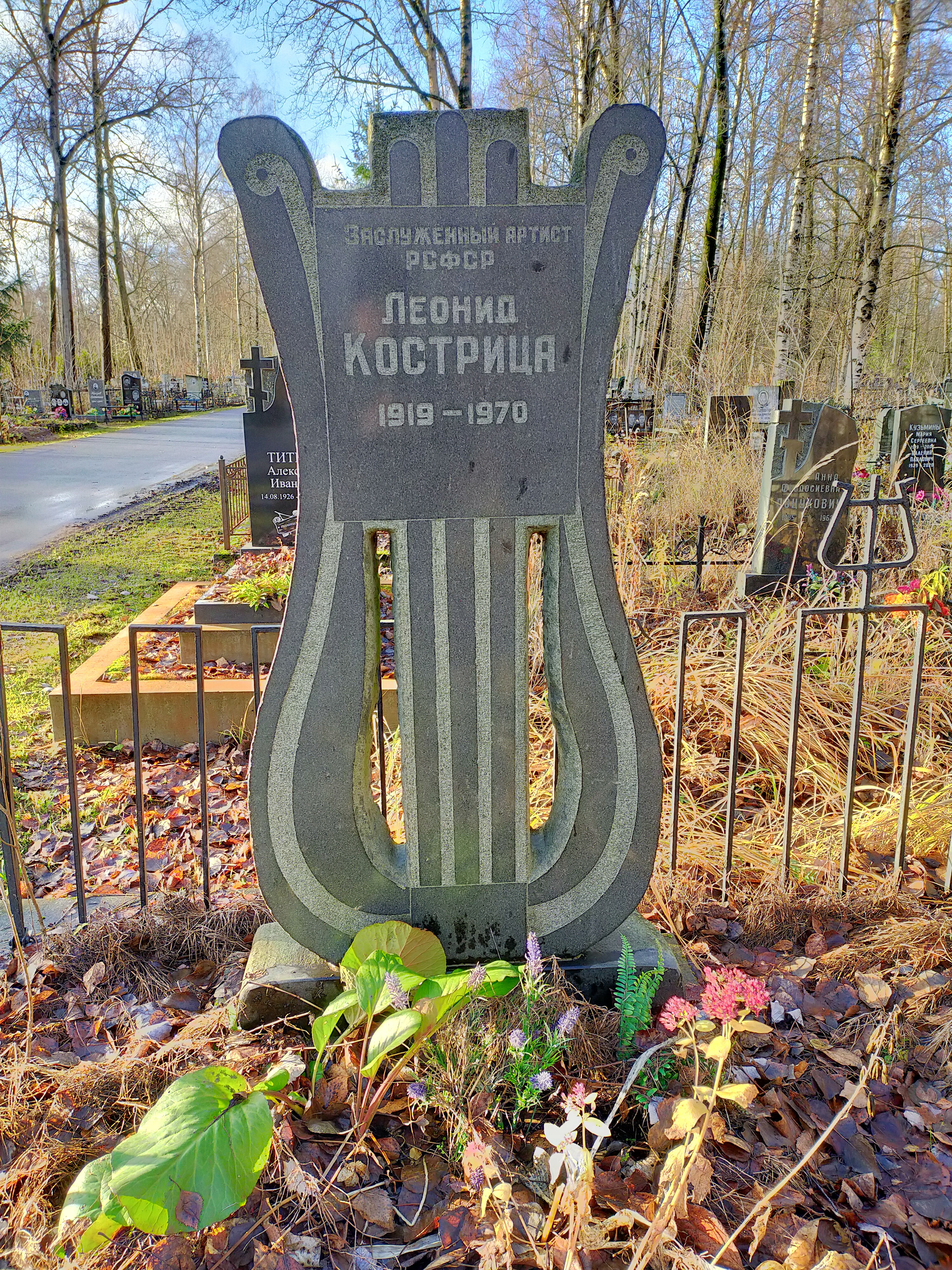
Памятник на могиле Кострицы Л. Г. на кладбище Памяти жертв 9-го января

Леони́д Гера́симович Кострица (3 февраля 1919 года, Киев — 5 ноября 1970 года, Ленинград) — советский эстрадный певец (баритон). Заслуженный артист РСФСР (1956).

## Биография
Родился в семье рабочих на окраине утопающего в садах Киева в простой украинской хате.
В 1936 году окончил Музыкально-драматическую школу (Днепропетровск). По окончании школы переехал в Витебск где поступил в Музыкально-драматический театр. Во время Великой Отечественной войны воевал на Ленинградском фронте. На фронте был ранен и после этого был послан в военный ансамбль песни и пляски, где стал солистом. С 1943 года работал на Ленинградском радио.
В 1946 году был удостоен звания лауреата и премии третьей степени на Втором Всесоюзном конкурсе артистов эстрады. Эта победа открыла дорогу на большую эстраду. Работал солистом Ленконцерта. В числе первых советских эстрадных артистов выезжал в начале 1950-х годов на гастрольные поездки за рубеж. Был в Китае, Монголии, Венгрии, Чехословакии, Румынии, Польше, Финляндии и др.
В 1946 году вышла одна из первых пластинок Кострицы, песня «Потому что мы пилоты» из фильма «Небесный тихоход», которую он записал с джаз-оркестром Александра Цфасмана. В дальнейшем Кострица записывался преимущественно на студии артель «Пластмасс», в сопровождении оркестров под управлением Н. Г. Минха, М. С. Ветрова, А. С. Бадхена. Наибольшую известность он получил в 1950-е годы. Огромными тиражами вышли песни в его исполнении — «Мама» Н.Богословского, «Белокрылые чайки» Д. Прицкера, «Вернулся я на Родину» М. Г. Фрадкина, «Потерял покой» И. Дзержинского, «Буду ждать тебя» Б. А. Мокроусова, «Воспоминание» И. О. Дунаевского и другие. В 1954 году вышла долгоиграющая пластинка «Концерт Леонида Кострицы».
Кострица умер 5 ноября 1970 года. Похоронен в Ленинграде на кладбище Памяти жертв 9-го января.

## Репертуар
Примечание. Первое исполнение отмечено звёздочкой (*)
- Бал в Кремле (Г. Носов — С. Фогельсон)
- Баллада о Неве* (А. Милославский — Я. Голиков)
- Буду ждать тебя (Б. Мокроусов — В. Харитонов)
- В дорогу (М. Фрадкин — Б. Брянский)
- В лесу прифронтовом (М. Блантер — М. Исаковский)
- В парке старинном (Е. Жарковский — В. Винников, В. Крахт)
- Вальс дружбы (А. Хачатурян — Г. Рублёв)
- Вдали от родимой земли (Ю. Слонов — В. Малков)
- Вернулся я на Родину (М. Фрадкин — М. Матусовский)
- Верный друг (В. Соловьёв-Седой — В. Михайлов)
- Весной (А. Новиков — В. Харитонов)
- Вечер вальса (И. Дунаевский — М. Матусовский)
- Вечерняя песня (В. Соловьёв-Седой — А. Чуркин)
- Воспевал я край родной (И.Дзержинский — Н.Глейзаров)
- Воспоминание (И.Дунаевский — Д.Самойлов)
- Выборгская сторона (В. Маклаков — Н. Глейзаров)
- Давно не бывал я в Донбассе (Н. Богословский — Н. Доризо)
- Далеко, далеко за снегами (И. Дунаевский — С. Алымов)
- Дон мой (М.Табачников — А. Софронов)
- Дорожка (Н.Голещанов — В. Савков)
- Её руки (Я.Рассин — А.Парнис)
- Если бы парни всей земли (В. Соловьёв-Седой — Е. Долматовский)
- За мир, молодёжь! (И.Дунаевский — М.Матусовский)
- Заводская лирическая» (Г.Носов — А.Чуркин)
- Земля (И. Дзержинский — А. Фатьянов)
- Золотаюшка* (Г.Пономаренко — М.Исаковский)
- Золотые огоньки (В.Соловьёв-Седой — А.Фатьянов, С.Фогельсон)
- Клёны над Невой (Г.Фавилович — Н.Глейзаров)
- Коренной ленинградец* (А. Петров — Б. Рацер)
- Ласковая песня»(М.Фрадкин — Е.Долматовский)
- Ленинградский вальс (Г.Фавилович — Н.Глейзаров)
- Летний сад (А.Владимирцов — Н.Глейзаров)
- Летят перелётные птицы (М. Блантер — М. Исаковский)
- Летят белокрылые чайки (Д. Прицкер — С.Фогельсон)
- Лунная рапсодия (О.Строк — Н.Лабковский)
- Мама* (Н. Богословский — Н. Доризо)
- Марианна (чешская н.п. /обр. Д.Прицкер/ — Е.Рыбина)
- Марш советской молодежи (С. Туликов — Е. Долматовский)
- Матросская лирическая (Г.Холодовский — В.Крахт)
- Матросские ночи (В.Соловьёв-Седой — С.Фогельсон)
- Морская осень (Г. Фавилович — Н. Глейзаров)
- Морской пилот (Р. Хейф — С. Фогельсон)
- На улице Палихе (М. Табачников — И. Молчанов, Л. Кондырев)
- Нарвские огни (И. Дзержинский — Н. Глейзаров)
- Не тревожься (А. Новиков — В. Харитонов)
- Новгородская лирическая (М. Матвеев — Н.Глейзаров)
- О сыне (Э. Колмановский — Л. Дваидович, В. Драгунский)
- О тебе грустят гармони (В. Левашов — А.Сальников)
- Памяти павших (И. Дзержинский — А. Фатьянов)
- Первая любовь (Б. Фиготин — О. Фадеева)
- Первое свидание (В. Левашов — Н. Глейзаров)
- Песенка рыболова (Н. Голещанов — В. Савков)
- Песенка шофера такси (Н. Минх — Н. Лабковский)
- Песня влюблённого пожарного (Б. Мокроусов — С.Смирнов)
- Песня вологодского лесоруба (И. Дзержинский — Н. Глейзаров)
- Песня Рощина (Н.Богословский — Н. Доризо)
- Под луной золотой (И.Дунаевский — С. Алымов) с Э. Пургалиной
- Потерял покой (И.Дзержинский — Н. Глейзеров)
- Потому что мы пилоты (другое название — «Перелётные птицы») (В. Соловьёв-Седой — А. Фатьянов)
- Прощайте, скалистые горы (Е. Жарковский — Н. Букин)
- Россия (Н. Иллютович — О. Фадеева)
- С Васильевского острова (С.Лепянский — Н.Глейзаров)
- Сам собою я хороший (С. Кац — Н. Лабковский)
- Севастопольский вальс (К. Листов — Г. Рублёв)
- Сибирский вальс (Г. Носов — В. Пухначёв)
- Сибирский вечер (М. Фрадкин — Н. Грибачёв)
- Синие степи (Г. Фавилович — Н. Глейзаров)
- Солдатский вальс (А. Воронов — Б. Царин)
- Сормовская лирическая (Б. Мокроусов — Е. Долматовский)
- Студенческая попутная (В. Соловьёв-Седой — С. Фогельсон)
- Студенческий вальс (М. Феркельман — В. Гурьян)
- Счастливый вдовец (Н. Богословский — А. Мерлин)
- Тебе, Ленинград* (И. Лозовский — Ю. Рихтер)
- Тебе сегодня 20 лет (Л. Бакалов — М. Лисянский)
- Ты жизнь моя (М. Блантер — Е. Долматовский)
- Ты меня, папаня, не жури* (В. Дмитриев — С. Беликов)
- Ты рядом (Б. Мокроусов — Н. Глейзаров)
- Ты сама сказала (О. Фельцман — В. Харитонов)
- Ты только одна виновата* (И. Дзержинский — В. Харитонов)
- Хорошая моя (Р. Хейф — С. Смирнов)
- Хорошо в гостях* (Н. Иллиотович — В. Сибиряков)
- Чижик-пыжик (Н. Богословский — З. Гердт)
- Я вернусь к тебе, Россия (Э. Колмановский — Л. Ошанин)

## Семья
- Жена — Юзефа Михайловна Кострица (1928—2023). Работала конферансье в Ленконцерте.
  - Дочь — Мария Леонидовна Кастрица (род. 1964), юрист. По первому образованию — режиссёр.
    - Внучка — Анастасия Кастрица (род. 1993), актриса Санкт-Петербургского Театра Эстрады им. Аркадия Райкина.